# Charte constitutionnelle de 1814
Pour les articles homonymes, voir Charte constitutionnelle.
Lire en ligne

Consulter

Constitution de l'an XII (Ier Empire, 1814)
Acte additionnel aux constitutions de l'Empire (Cent-Jours, 1815) Acte additionnel aux constitutions de l'Empire (Cent-Jours, 1815)
Charte de 1830 (Monarchie de Juillet, 1830)
La Charte constitutionnelle du 4 juin 1814 est la constitution du royaume de France en vigueur sous la Première puis la Seconde Restauration.
Le Gouvernement provisoire et le Sénat rédigent un projet de constitution d'inspiration monarchique le 6 avril 1814. Louis XVIII refuse la Constitution sénatoriale, et octroie une charte, celle du 4 juin 1814. En effet, Louis Stanislas Xavier, comte de Provence, est devenu Louis XVIII depuis la mort officielle de Louis XVII et ne peut pas concevoir de revenir sur le trône de France par l'appel du peuple. Il considère qu'il est roi de France de droit divin depuis 1795 et date les événements de son règne à partir de cette date. La Constitution que lui propose le Sénat lui est tout simplement inacceptable. Cette Charte n'est mise en application qu'en juillet 1815, après l'intermède des Cent-Jours de Napoléon Ier.
La Charte se veut un texte de compromis, voire de pardon, conservant de nombreux acquis de la Révolution et de l'Empire, tout en rétablissant la dynastie des Bourbons. Son titre met en évidence le compromis, en effet le terme de « Charte » fait référence à l'Ancien Régime et « constitutionnelle » fait référence à une volonté révolutionnaire.
La Charte instaure une monarchie limitée,,. Elle met en place un régime dominé par la personne du roi, qui a un rôle primordial dans les institutions : « l'autorité tout entière résid[e] en France dans la personne du roi » qui est selon cette charte « inviolable et sacrée ». Elle est en ce sens plus proche d'une « monarchie limitée » que d'une monarchie parlementaire.
Son nom inspira celui de la Charte constitutionnelle portugaise de 1826.

## Texte de la charte

### Commission de rédaction

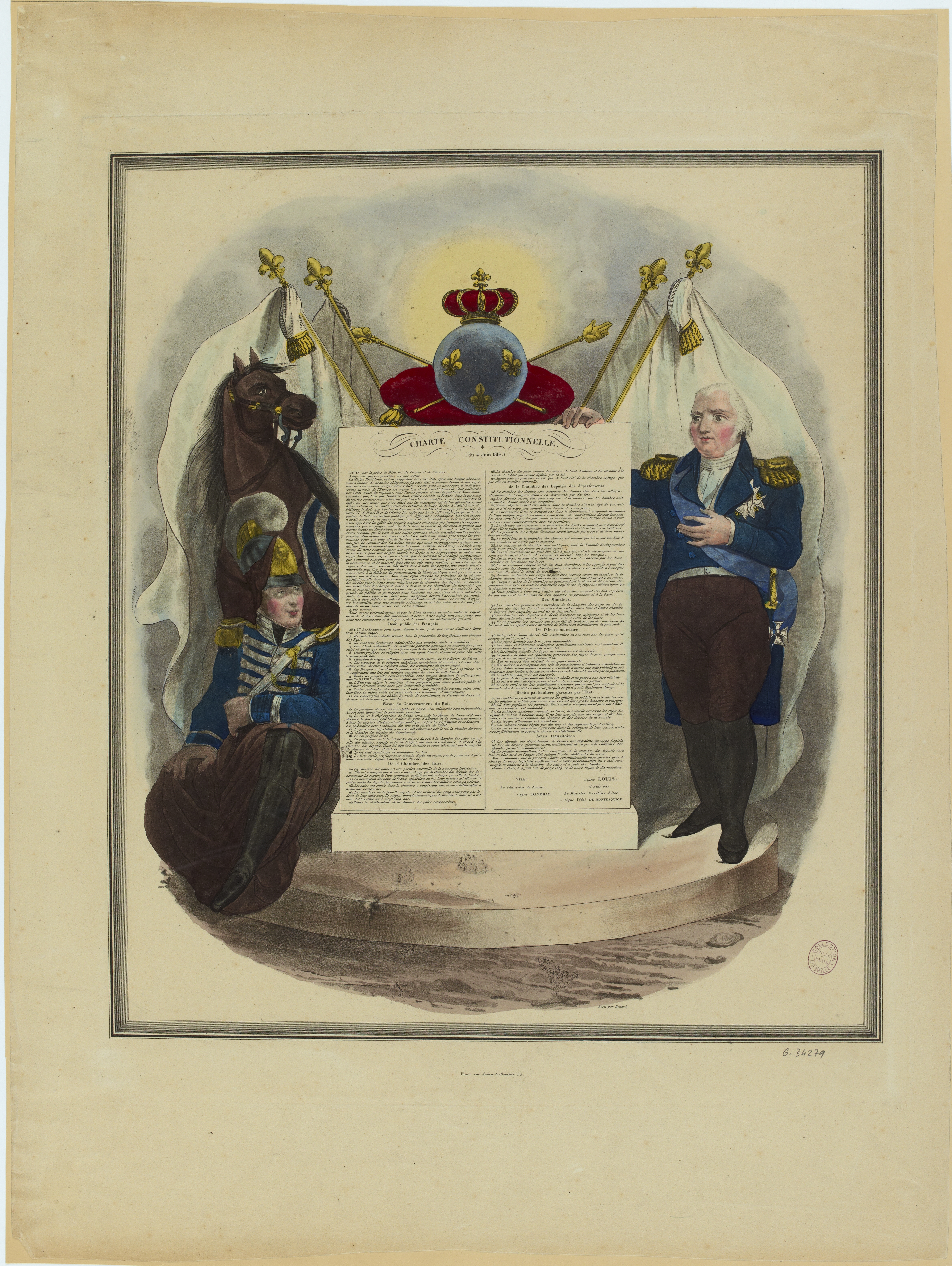
Charte constitutionnelle de 1814 (estampe de 1814).

Le 18 mai 1814, par un arrêté non publié, Louis XVIII crée une « commission de rédaction » dont il nomme les vingt-deux membres. Il en écarte Talleyrand, dont il se méfie, qui avait eu un rôle déterminant dans le projet de constitution du 6 avril.
Présidée par le chancelier Dambray, elle comprend :
- 3 « commissaires royaux » : Montesquiou, Ferrand et Beugnot ;
- 9 sénateurs : Barbé-Marbois, Barthélemy, Boissy d'Anglas, Fontanes, Garnier, Pastoret, Huguet de Sémonville, Sérurier et Vimar ;
- 9 membres du Corps législatif : Blanquart de Bailleul, Chauvin de Bois-Savary, Chabaud-Latour, Clausel de Coussergues, Duchesne de Gillevoisin, Faget de Baure, Faulcon, Lainé et Perrée-Duhamel.

Le 22 mai, la commission tient sa première séance chez Dambray. Elle se réunit six jours de suite. Le 26 mai, elle remet son projet au Conseil privé qui l'approuve.

### Nature de la Charte
C'est un écrit regroupant un ensemble d'articles qui définissent les responsabilités des acteurs de l'État français (le roi et les deux Chambres).
Dans ses Souvenirs de 1814, Louis-Philippe affirme que Louis  XVIII ne concevait pas la Charte comme une nouvelle loi fondamentale du royaume afin qu'elle ne soit considérée comme une dérogation aux anciennes lois fondamentales toujours en vigueur : c'est la raison pour laquelle la Charte ne contenait rien de relatif à la succession à la Couronne ou à la régence. Louis XVIII ne concevait pas la Charte comme un contrat synallagmatique entre le roi et la nation mais comme un acte émané de lui-même, substituant simplement deux Chambres aux anciens états généraux et aux Parlements, définissant les attributions diverses que le roi leur conférait, réglant leur composition et leurs rapports avec l'autorité royale.

### Contenu de la Charte

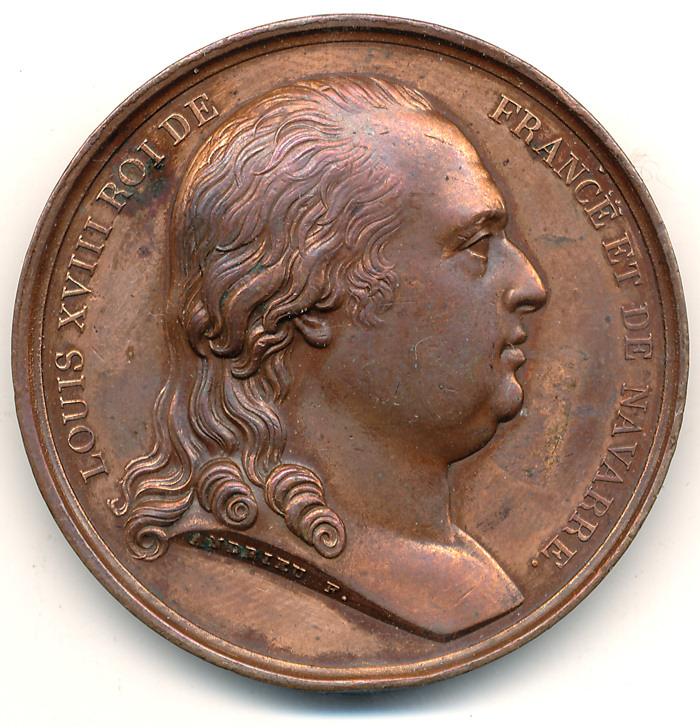
Médaille à l'effigie de Louis XVIII, gravée par Andrieu, pour commémorer la promulgation de la Charte.

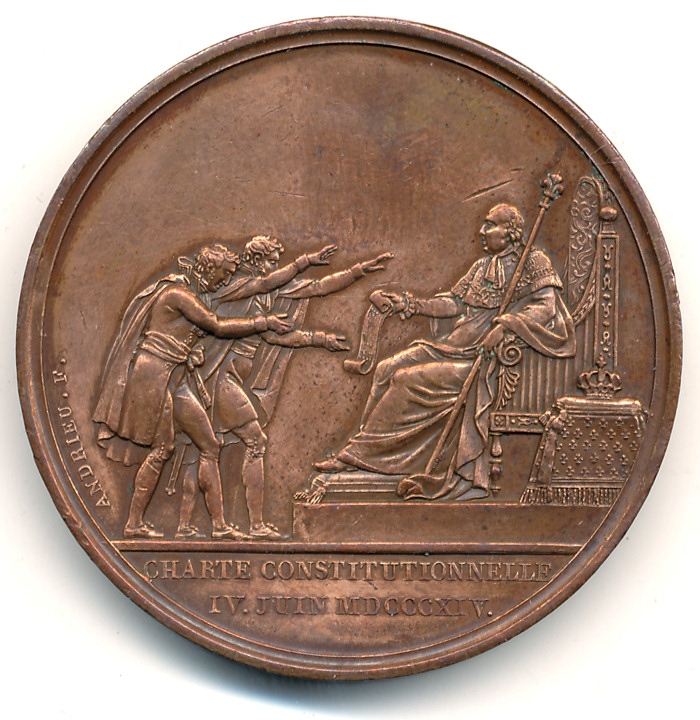
Revers de la médaille, représentation signée Andrieu de la séance solennelle de la promulgation de la Charte constitutionnelle du 4 juin 1814.

- Garantie des droits individuels, droit de propriété, liberté de la presse et liberté d’expression, liberté religieuse (le catholicisme est proclamé religion de l’État).
- La conscription est supprimée.
- La vente des biens nationaux n’est pas remise en cause, seuls ceux non vendus sont remis aux anciens émigrés.
- Le pouvoir exécutif appartient au roi (droit de paix et de guerre, alliances, nomination aux emplois). L’article 14 attribue au roi le droit de légiférer par ordonnance « pour l’exécution des lois et la sûreté de l’État ». Il est le chef des armées. Louis XVIII, « souverain par la grâce de Dieu », a l'initiative des lois et les promulgue. Il désigne les ministres, qui sont responsables devant lui seul, mais peuvent être mis en accusation devant la Chambre des députés. Les ministres peuvent être choisis parmi les membres de deux chambres.
- Le pouvoir législatif est partagé entre le roi qui a seul l'initiative des lois et deux chambres. La Chambre des pairs, composée de nobles du Royaume, est nommée par le roi (à vie et héréditairement) et la Chambre des députés des départements est élue au suffrage censitaire (les députés payent plus de 1 000 francs d’impôts directs, les électeurs plus de 300), renouvelable par cinquième chaque année. La Chambre des députés peut être dissoute par le roi. Les Chambres obtiennent progressivement le droit d'adresse et la capacité de poser des questions au gouvernement et ainsi le mettre en difficulté, sans que cette mise en difficulté entraîne nécessairement sa démission.
- Le pouvoir judiciaire est confié à des juges nommés par le roi et inamovibles ; l’institution du jury est confirmée. Tous les codes restent en vigueur. Le roi garde un pouvoir judiciaire important.
- La noblesse ancienne pré-révolutionnaire est rétablie dans ses titres, mais la noblesse impériale conserve les siens. La noblesse ne confère « aucune exemption des charges et des devoirs de la société ».
- Le droit de suffrage est accordé aux hommes d'au moins trente ans et une condition de cens (300 FF de contributions directes) leur est imposée car il n'est pas question, à l'époque, d'établir le suffrage universel l'électorat étant considéré comme une fonction sociale[incompréhensible][12]. À la demande des libéraux, on adopte le suffrage censitaire. Les conditions d'éligibilité sont respectivement de 40 ans et 1 000 FF d'impôt direct. Compte tenu de ces conditions, les citoyens politiquement actifs se résument à 100 000 électeurs et 15 000 éligibles[13].
- Les structures administratives mises en place par la Révolution et l'Empire sont massivement conservées dans le cadre d'une stricte politique de centralisation des pouvoirs (les maires, conseillers généraux et conseillers d'arrondissement sont nommés par le gouvernement ou les préfets).

## Volonté monarchique

### Charte octroyée
Toute loi, toute action à venir, se doit de respecter les termes de cette Charte. Le roi, comme tous ses sujets, doit s'y plier dans les faits. Certains royalistes interprètent cependant la Charte comme inférieure à la personne du roi, puisque c'est lui qui l'a octroyée. La charte est octroyée par le roi politiquement. On rejette le vocabulaire de la révolution française. Le roi Louis XVIII veut rassurer les Français.

### Préambule de la charte
Le roi revient d'une « longue absence » et se veut un père, un pacificateur pour le peuple. Il répond au « vœu du peuple » selon un acte « digne du roi ».
Il faut « renouer la chaîne des temps » : la Révolution française et la période napoléonienne ne sont qu'un cauchemar qu'il faudrait oublier. Il y a un désir de continuité avec l'Ancien Régime sans pour autant revenir à une monarchie absolue.

## Recherche de compromis
Cette constitution s'appuie très nettement sur le fonctionnement de la monarchie constitutionnelle britannique :
- Mise en place d'un  bicaméralisme à l'anglaise (la Chambre des pairs représente l'aristocratie et ses membres sont nommés par le Roi alors que la Chambre des députés représente le peuple) ;
- Le régime politique qui découle de cette constitution peut être qualifié de quasi parlementaire : en effet, même si le renversement du gouvernement par le pouvoir législatif n'est pas prévu explicitement, un système d'« adresses » se met progressivement en place à partir de 1821, étendant la portée de l'article 13 (qui dispose que le gouvernement est responsable).

Ainsi on constate une recherche de compromis tant au niveau institutionnel, le pouvoir de chaque organe étant contrebalancé par un autre, qu'au niveau politique, la monarchie étant rétablie mais pas l'autoritarisme fustigé par les révolutionnaires.
En pratique, la Charte sera combattue par les ultras, méprisant ce texte et souhaitant un retour à la monarchie absolue. En revanche, elle deviendra le point de ralliement des monarchistes libéraux, connus sous le nom de doctrinaires, qui souhaitent concilier les principes de la monarchie avec les acquis de la Révolution dans le strict respect de la Charte, selon la célèbre formule du général Foy : « La Charte, toute la Charte, rien que la Charte. »

## Fin d'application
Les Ordonnances de Saint-Cloud promulguées le 25 juillet 1830 par Charles X donnent lieu à des interprétations divergentes de la Charte de 1814. Le roi Charles X, chef suprême de l'Etat, estime qu'il applique le principe de « sûreté de l'État » (article 14), tandis que les opposants au régime invoquent la liberté d'expression : « Les Français ont le droit de publier et de faire imprimer leurs opinions, en se conformant aux lois qui doivent réprimer les abus de cette liberté. » (article 8).
La protestation de 44 journalistes le 26 juillet 1830 est suivie par des insurrections dans Paris les 27, 28, et 29 juillet 1830, journées connues sous le nom de « Trois Glorieuses ».
À la suite de cette révolution, Louis-Philippe est appelé au pouvoir et prête serment sur une nouvelle charte, la Charte constitutionnelle du 14 août 1830, adoptée par la Chambre des députés et la Chambre des pairs. Cette nouvelle charte fonde la monarchie de Juillet.